# Čeligijev mlin
Čeligijev mlin je poslopje nekdanjega mlina, ki stoji ob potoku Blažovnici v Limbušu. Ulica, na kateri stoji mlin, se danes imenuje Ob Blažovnici 61.

## Opis
Mlin je nadstropno 7 krat 3-osno poslopje, ki ima slopaste arkade. Te so sezidali sredi 19. stoletja. V stavbi sta dva polkrožno sklenjena, kamnoseško bogata portala z baročnimi vratnicami. Vsa vrata so izdelana ročno, na stavbi pa so tudi tri okna s klasicističnimi mrežami, vrata v klet in mrežasta vrata na stopnišče. Vežo v nadstropju pokrivajo kape. Podstrešni vhod zapirajo železne vratice okrašene z rozetami.

## Mlin danes
Poslopje mlina danes služi kot stanovanjska hiša.